# Fiaponeura penghiani
Fiaponeura penghiani (лат.) — вымерший вид насекомых из монотипического рода Fiaponeura, надсемейства Psychopsoidea подотряда Myrmeleontiformia отряда сетчатокрылых, живших в раннем сеномане позднего мелового периода, и обнаруженных в бирманском янтаре. Описан по голотипу EMTG BU-001679. Предположительно, опыляли мелкие цветки Pentoxylaceae.

## Описание
Родовое название состоит из двух слов: «FIAP» (Интер-Азиатская Филателическая Федерация) и «neura» (с древнегреческого переводится как «нерв»). Видовое название дано в честь мистера Тая Пенг Хиана, который является президентом федерации. Сетчатокрылые среднего размера (длина переднего крыла 11,59 мм). Голова ортогнатная, слабо куполообразная дорсально. Сложный глаз с максимальным диаметром, почти равным по длине расстоянию между внутренними краями глаз. Глазки отсутствуют. Усики нитевидные, густо опушенные, по крайней мере длиннее головы+переднегрудь. Ротовой аппарат состоит из раздвоенной верхней губы, редуцированных нижних челюстей и заметно удлиненных верхних и нижних губ; максилла с длинной пластинчатой лопастью, предположительно состоящей из галеи или галеи + лацинии, −2/3 длины нижнечелюстных щупиков; губа с удлиненным дистально раздвоенным язычком, составляющим ~2/3 длины нижнегубных щупиков. Переднеспинка примерно вдвое длиннее ширины, немного уже головы. Ноги стройные, каждая с голени на большеберцовой шпоре. Крылья широкие, с густыми жилками, с поперечными лентовидными темными отметинами. Переднее крыло субтреугольное, с округлым дистальным краем: почти по всему краю крыла имеются трихозоры; присутствует проксимальная нигма; костальное пространство узкое в основании, но отчетливо расширенное посередине, с короткой простой плечевой жилкой, слегка подогнутой к основанию крыла, и с простыми и раздвоенными костальными поперечными жилками, среди которых нет ни одной промежуточной жилки; субкостальное пространство в 1/4 ширины костального промежутка посередине; имеются четыре-пять ORBS и МА, расходящиеся от R; МА дихотомически разветвлена посередине; MP первоначально разветвляется у основания крыла, причем обе основные ветви разветвляются дихотомически; CuA дистально гребенчато разветвлена, CuP дихотомически разветвлена от середины длины, имеется короткая косая поперечная жилка mp-cua; А1 дихотомически разветвлена; А2 короткая, но гребенчато разветвлённая; А3 раздвоенная; две ступенчатые серии поперечных жилок проксимальны наружным градуированным сериям. Заднее крыло значительно уже переднего, яйцевидное, но сильно суженное кпереди; по краю дистальной половины имеются трихозоры; срединная нигма присутствует между Rs и MA; Sc и R слились дистально; одиночная Rs+MA отделяется от R у основания крыла, основание MA косое и слабовыемчатое; MP, вероятно, дихотомически разветвлена; CuA и обе CuP дистально, гребенчато разветвлены; А1 прямая с краевой развилкой; А2 и А3 простые.

Длина тела 7,86 мм; длина заднего крыла 10,95 мм. Длина головы 0,30 мм, максимальная ширина между внешними краями сложных глаз 1,06 мм. Антенна с сохранившейся частью длиной 2,47 мм. Заметные части ротового аппарата: верхняя губа 0,42 мм длины и 0,089 мм ширины; удлиненная лопасть максиллы 1,25 мм длины и 0,077 мм ширины; нижнечелюстные щупики 1,57 мм длины и 0,045 мм ширины; лигула 0,820 мм длины и 0,130 мм ширины; губные щупики 1,28 мм длины и 0,046 мм ширины. Переднегрудь 0,70 мм длины и 0,37 мм ширины; средне- и заднегрудь 0,68 мм длины и 0,60 мм ширины. Передняя нога 7,45 мм длины; средняя нога 8,46 мм, задняя 6,50 мм. Брюшко 4,60 мм длины. Голова короткая, слабо куполообразная и щетинистая на спине. Ротовой аппарат сосущий; верхняя губа короткая, медиально вогнута в пару заостренных лопастей; максилла с тонко удлиненной пластинчатой долей (предположительно галея или галея + лациния), которая несет короткие щетинки, нижнечелюстные щупики 5-члениковые и значительно длиннее галеи, 3 щупика почти равны по длине общей длине остальных щупиков; губа с удлиненным, тонким, безволосым язычком, имеющим срединный канал и двулопастным на вершине, лабиальные щупики 3-члениковые и значительно длиннее язычка, 2-й членик по длине почти равен общей длине остальных члеников, 3-й членик дистален овоидной сенсорной зоне. Ноги тонкие, густо щетинистые; имеется единственная большеберцовая шпора; тазик и вертлуг короткие, бедро немного короче голени; лапка 5-члениковая, с плавно укороченными 1-5 члениками членика; претарсус с парой тонких коготков и коротким аролиумом с парными шипистыми щетинками. Крылья прозрачные, с широкими поперечными темными полосами и длинными щетинками по краям и жилкам; переднее крыло с тремя дугообразными полосками на проксимальной половине (каждая непрерывна от костального к заднему краю) и с тремя более широкими, но неправильной формы пятнами и несколькими мелкими отметинами на дистальной половине; задние крылья с рядами полос, идущих от костального края к Rs или MA на проксимальной половине, а дистальная половина почти полностью темная.

### Переднее крыло

Крыло

Имеется более 20 костальных поперечных жилок; большинство продольных жилок с веточками на концах; 1-й и 2-й ORB раздвоены дистально, 3-й ORB раздвоен на середине длины, 4-й ORB изначально разветвлен, слегка базальный посередине и в дихотомическом состоянии, 5-й ORB гребенчато разветвлен; между R и последним ORB имеется не менее пяти поперечных жилок; количество поперечных жилок между ORBS, MA, MP и их ответвлениями от одной до четырех; пять кубовидных поперечных жилок.

### Заднее крыло
Имеется 22 костальные поперечные жилки; большинство продольных жилок с веточками на концах; шесть sc-r поперечных жилок; Rs с восемью ветвями, большинство из которых раздвоены дистально, но вторая ветвь раздваивается около середины длины; МА дихотомически разветвлен около середины длины; градуированная серия поперечных жилок присутствует среди ветвей Rs; нет поперечной жилки между MP и Cu.

### Гениталии
Брюшко тонко удлиненное. Генитальные сегменты дорсально с парой овоидных склеритов, скорее всего, являющиеся предполагаемыми эктопроктами, а вентрально, по-видимому, с плоскостворчатыми склеритами, хотя они плохо сохранились. Генитальные сегменты, обладающие парой овоидных дорсальных склеритов и плоскостворчатыми вентральными склеритами, напоминают общие черты гениталий самок сетчатокрылых, что позволяет предположить, что голотипом вида могла быть самка. Примечательно, что у Kalligrammatidae имеется сильно удлиненный яйцеклад. Следовательно, в свете больших различий в женских гениталиях, новый род и вид не могут быть отнесены к Kalligrammatidae, хотя они имеют некоторые отличительные морфологические сходства, например, сосущий ротовой аппарат и наличие множественных ORBS передних крыльев.

## Таксономия
Новый род не может быть отнесен ни к одному из семейств Psychopsoidea на основании текущих знаний об этой группе. Fiaponeura имеет общий сосущий ротовой аппарат и наличие более двух ORBS передних крыльев с двумя близкородственными семействами Kalligrammatidae и Aetheogrammatidae. Однако Fiaponeura отличается от всех родов последних двух семейств значительно меньшими размерами тела, наличием нигм и трихозоров, редким поперечным жилкованием, кроме того, у нового рода отсутствует аутапоморфия Kalligrammatidae, то есть задняя ветвь MP переднего крыла с множеством дистальных гребешковых ветвей и треугольной областью. Fiaponeura отчетливо отличается от Psychopsidae и Osmylopsychopidae суженной базальной частью переднекрылого костального пространства с короткой простой возвратной жилкой, наличием 4 или 5 переднекрылых KORB и, конечно же, домустеллярным ротовым аппаратом. У него также отсутствует предполагаемая аутапоморфия Osmylopsychopidae, то есть МА переднего крыла, занимающая большую площадь и глубоко обильно разветвленная. У Psychopsidae и Osmylopsychopidae костальное пространство на переднем крыле расширено с разветвленной возвратной жилкой, в то время как у первого семейства оно непрерывно широкое к вершине, а у второго сильно сужено к концу. Примечательно, что у  Fiaponeura разветвлена около середины длины крыльев. Oswald считал аутапоморфиями Psychopsidae пролиферацию sc-r поперечных жилок и довольно широкое костальное пространство в птеростигматической области, хотя прежнее состояние признака было отмечено как возможно гомоплазийное. У Fiaponeura костальное пространство не сильно сужено, как у Osmylopsychopidae, но и не такое широкое, как у Psychopsidae.